# Амирова, Замира Шамилиевна
Замира Шамилиевна Амирова (узб. Zamira Shamilievna Amirova; род. 11 июня 1979 года, Ташкент, Узбекская ССР) — узбекская легкоатлетка, специализирующаяся в беге на средние дистанции, мастер спорта Республики Узбекистан международного класса, тренре по лёгкой атлетике. Участница Летних Олимпийских игр 2000 и 2004 годов, призёр Чемпионатов Азии, Азиатских игр и Центральноазиатских игр, победитель Чемпионата Азии в помещении.

## Карьера
С 1999 года начала принимать участие в международных соревнованиях. На международном турнире памяти Гусмана Косанова в Алма-Ате (Казахстан) на 800 метровке с результатом 2:05.35, заняла первое место.
В 2000 году на Летних Олимпийских играх в Сиднее (Австралия) принимала участие в эстафете 4×400 метров, но не смогла пройти квалификацию. В этом же году в Алма-Ате на 800 метрах снова заняла первое место. В 2001 году выиграла международные соревнования в Бишкеке, Алма-Ате и Бангкоке.
В 2002 году на Чемпионате Азии по лёгкой атлетике в Коломбо (Шри-Ланка) на дистанции 400 метров завоевала серебряную медаль, а на 800 метрах бронзовую. На Летних Азиатских играх в Пусане (Республика Корея) завоевала бронзовую медаль на дистанции 800 метров с результатом 2:05.05.
В 2003 году на Чемпионате Азии по лёгкой атлетике в Маниле (Филиппины) на дистанции 800 метров выиграла бронзу, а на 400 метровке не прошла квалификацию. На Центральноазиатских играх в Душанбе (Таджикистан) завоевала серебряную медаль на дистанции 800 метров. В 2004 году на Кубке Узбекистана заняла первое место с результатом 52.23 на дистанции 400 метров. На Летних Олимпийских играх в Афинах (Греция) на дистанции 400 метров показала результат 54.43, но этого не хватило, чтобы пройти в финальную часть турнира.
В 2005 году на Чемпионате Азии по лёгкой атлетике в Инчхоне (Республика Корея) на дистанции 800 метров завоевала бронзовую медаль. В этом же году на Кубке Узбекистана в Ташкенте заняла первое место. В 2006 году на Летних Азиатских играх в Доха (Катар) на дистанции 800 метров завоевала бронзовую медаль. На Чемпионате Азии по лёгкой атлетике в помещении в Паттайая (Таиланд) на дистанции 800 метров с результатом 2:07.01, завоевала золотую медаль первенства.
В 2012 году на Чемпионате Узбекистана на дистанции 400 метров заняла третье место, после чего завершила спортивную карьеру.
На 2021 год работает тренером в ДЮСШ в Ташкенте.